# Stanko Stepišnik
Stanko Stepišnik, slovenski tehnolog in politik, * 5. junij 1956, Šmiklavž pri Škofji vasi.
Stepišnik, direktor EMO - Orodjarne, je bil kot član Pozitivne Slovenije izvoljen za poslanca Državnega zbora Republike Slovenije. Leta 2013 je postal minister za gospodarski razvoj in tehnologijo v vladi Alenke Bratušek, s tega položaja je odstopil konec istega leta zaradi očitkov o navzkrižju interesov pri podeljevanju državnih subvencij podjetju, katerega solastnik je.